# Othonna brandbergensis
Othonna brandbergensis là một loài thực vật có hoa trong họ Cúc. Loài này được B.Nord. mô tả khoa học đầu tiên năm 1966.